# Stellsteinreihe (Ober-Hainbrunn)

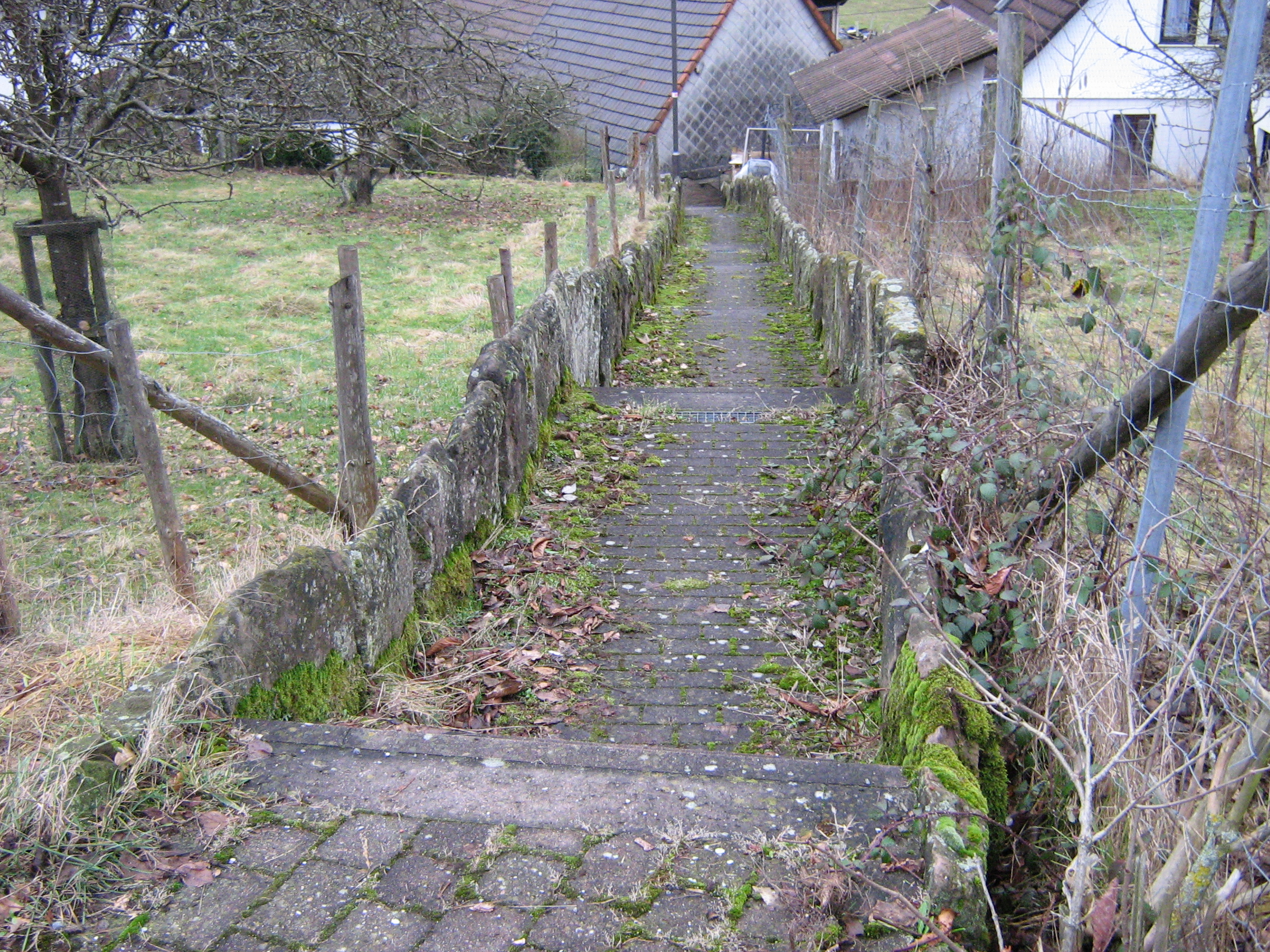

Die Stellsteinreihe in Ober-Hainbrunn, einem zu Oberzent im südlichen Odenwaldkreis zählenden Ortsteil, gilt als außergewöhnlich gut erhaltenes Kulturgut und wurde als Kulturdenkmal in die Denkmaltopographie des Odenwaldkreises aufgenommen.
Die Stellsteinreihe besteht aus zwei Reihen von aufgerichteten Sandsteinplatten, die südlich vom alten Schulhaus (Neckarstraße 1) einen steilen Weg säumen, der von der Neckarstraße nach Westen zwischen zwei Grundstücken weiter hinab ins Finkenbachtal führt. Der namenlose Weg diente einst vermutlich dem Viehtrieb, so dass der Grund für die Errichtung der Stellsteine im Schutz der angrenzenden Gärten vor den auf dem Weg getriebenen Schweinen liegt. Heute ist er gepflastert und mit einer Reihe kurzer Treppenläufe versehen.